# Каллум Скотсон
Каллум Скотсон (англ. Callum Scotson, нар. 10 серпня 1996) — австралійський велогонщик, срібний призер Олімпійських ігор 2016 року.

## Виступи на Олімпіадах
| Олімпіада           | Дисципліна                    | Місце |
| ------------------- | ----------------------------- | ----- |
| Ріо-де-Жанейро 2016 | командна гонка переслідування | 2     |

## Зовнішні посилання
- Каллум Скотсон — олімпійська статистика на сайті Sports-Reference.com (англ.) (архівна версія)